# Palaghiaccio Feltre Drio le Rive
Lo stadio del ghiaccio di Feltre (denominato anche Drio Le Rive in conseguenza della sua ubicazione, sull'omonima località), è il palazzetto nel quale si disputano gli incontri casalinghi della locale compagine di hockey su ghiaccio, il Feltreghiaccio.
Si tratta di un impianto polivalente di proprietà del Comune di Feltre, ma gestito dalla Cooperativa Elementa. Ha ospitato eventi di livello internazionale come le Universiadi, mondiali juniores di hockey su ghiaccio ed attività extrainvernali come incontri di boxe, pallavolo, basket, calcetto, mountain bike, oltre che convegni, mostre e raduni.